# Alfred Gissing
Pour les articles homonymes, voir Gissing.
Alfred Charles Gissing, né le 20 janvier 1896 à Epsom, dans le Surrey, et mort le 27 novembre 1975 à Salvan dans le Valais, en Suisse, est un écrivain et enseignant britannique, fils de l'écrivain George Gissing.

## Biographie

### Enfance et éducation
Après le décès prématuré de leur père, le romancier George Gissing, le 28 décembre 1903, ses fils, Walter Leonard (né à Valenciennes le 10 décembre 1891) et Alfred Charles, se voient alloués une petite pension du gouvernement. Le rapport qui suit a été publié dans Le Times du 24 juin 1904:
Une pension de 74 £ par an a été accordée à MM. Walter et Alfred Gissing, pendant leur minorité en reconnaissance des mérites littéraires de leur défunt père, M. George Gissing et de leur situation financière difficile (A pension of £74 a year has been granted to Mr. Walter Gissing and Mr. Alfred Gissing during the minority of either and in recognition of the literary merits of their late father, Mr. George Gissing and of their straitened circumstances.)
À cette époque, Walter est pensionnaire dans le Norfolk, et Alfred déménage en 1902 chez des parents d'accueil, M. et Mme Smith, agriculteurs à la ferme de Treverva, Mabe, près de Falmouth, en Cornouailles avec qui il restera jusqu'à la fin de sa scolarité primaire.
Comme son frère Walter, Alfred est ensuite placé comme pensionnaire à la Gresham's School de Holt où il est préfet d'études de 1910 à 1914.

### Son service militaire
En même temps qu'il séjourne à Gresham's School, Alfred est membre de la division junior du corps de formation des officiers de janvier 1910 jusqu'au mois d'août 1914, date à laquelle, la guerre étant déclarée, il rejoint l'armée britannique. Le 10 décembre 1915, il dépose une demande d'affectation temporaire dans l'armée régulière pour la période de la guerre. Comme il est alors âgé de moins de 21 ans, la demande doit être signée par sa tutrice, Clara Collet, qui a pris son éducation à sa charge depuis la mort de son père. Alfred est placé comme sous-lieutenant dans l'artillerie de la garnison royale, le 16 décembre 1915. Il devient lieutenant le 7 juillet 1917. Il se trouve en Inde lorsque lui parvient la nouvelle de la mort son frère Walter, à Gommecourt lors de la bataille de la Somme le 1er juillet 1916.
Après la guerre, Alfred Gissing ne quitte pas immédiatement l'armée : il sert d'abord en Irak puis collabore avec le Comité inter-allié de censure de la presse (Inter-Allied Press Censorship Committee) à Constantinople de mai 1919 à février 1920. Il est démobilisé le 5 mars 1919 et démissionne de la réserve spéciale le 28 avril 1920, quittant l'armée avec le grade de lieutenant.
Quand éclatera la Seconde Guerre mondiale, il ne reprendra pas du service, ni dans l'armée régulière, ni dans la Home Guard, malgré son expérience militaire et son âge relativement jeune puisqu'il n'est encore que dans la quarantaine. On ne sait rien de ses activités pendant cette période.

### L'écrivain
À l'époque où il quitte l'armée, Alfred Gissing se voit confier à titre posthume les intérêts de son père par son oncle Algernon Gissing, et va s'insatller à Fernleigh, St Marks Avenue à Leeds, dans le Yorkshire, dans l'ancienne maison de Margaret et Ellen Gissing. C'est là qu'il commence à rassembler les manuscrits en vue de l'édition des œuvres complètes de son père et à correspondre avec les éditeurs et les collectionneurs en qualité d'exécuteur littéraire.
De 1924 à 1927, il vit  à Richmond, dans le Surrey. Il rédige une préface pour Une Victime des Circonstances de George Gissing (Constable et Dutton, 1927), un recueil de nouvelles de son père et publie une compilation des œuvres de son père, Selections Autobiographical and Imaginative from the Works of George Gissing (Sélections Autobiographique et d'Imagination tirées des Œuvres de George Gissing (Jonathan Cape, 1929). Plus tard, il déménage chez sa seule tante survivante, Ellen à Croft Cottage, Barbon, où il reste jusqu'à la fin de la Seconde Guerre mondiale.
Sous son propre nom, Alfred Gissing est l'auteur de biographies.

### Le mariage et les enfants
Le 26 juillet 1938, il épouse à Broadway, dans le Gloucestershire, Françoise Muriel Smith, une veuve de 32 ans dont le nom de jeune fille était Braham. Ils auront ensemble trois enfants, Michael, Charles William (qui meurt en bas âge) et Jane Gissing (en) (née le 9 juin 1943), qui sera plus tard skieuse dans l'équipe olympique britannique

### L'enseignant
Après la Seconde Guerre mondiale, Alfred Gissing s'installe à Salvan en Suisse, dans le canton du Valais, région bien connue de George Gissing. Là il fonde et dirige une école anglaise pour les enfants déplacés par la guerre.
La famille Gissing déménage aux Marécottes, près de Salvan, où ils ont acheté un hôtel en 1951, et ou Alfred Gissing restera jusqu'à son décès, survenu vingt quatre ans plus tard en 1975.

## Œuvres
- (en) Letters to members of his family by George Gissing, collected and arranged by Algernon and Ellen Gissing, with a preface by his son, Ellen Gissing, Alfred C. Gissing & Algernon Gissing
- (en) A Victim of Circumstances and other stories by George Gissing, ed. Alfred C Gissing (Constable, London, 1927, and Houghton Mifflin Company, New York, 1927)
- Selections autobiographical and imaginative from the works of George Gissing ed. Alfred C. Gissing, with an introduction by Virginia Woolf (Cape, London, 1929, and J. Cape & H. Smith, New York, 1929)
- (en) William Holman Hunt, a biography by Alfred Charles Gissing (Duckworth, London, 1936)
- (en) Stories and Sketches by George Gissing, with preface by Alfred C. Gissing (London, Michael Joseph, 1938)
- (en) George Gissing, a biography, by Alfred C. Gissing[5]